# Phytomyza nigrita
Phytomyza nigrita är en tvåvingeart som beskrevs av Spencer 1960. Phytomyza nigrita ingår i släktet Phytomyza och familjen minerarflugor.
Artens utbredningsområde är Spanien. Inga underarter finns listade i Catalogue of Life.